# Evelina Mendes
Evelina Mendes (ur. 2 stycznia 1998) – francuska lekkoatletka specjalizująca się w rzucie oszczepem.
Brązowa medalistka mistrzostw Europy do lat 23 (2019).
Medalistka mistrzostw Francji, reprezentantka kraju w meczach międzypaństwowych oraz pucharze Europy w rzutach. 
Rekord życiowy: 55,74 (23 lutego 2019, Salon-de-Provence). 

## Osiągnięcia
| Rok  | Impreza                 | Miejsce | Lokata     | Wynik |
| ---- | ----------------------- | ------- | ---------- | ----- |
| 2019 | Puchar Europy w rzutach | Šamorín | 4. miejsce | 53,37 |
| 2019 | Mistrzostwa Europy U23  | Gävle   | 3. miejsce | 55,57 |